# Roy Lynes
Roy Lynes, född 25 november 1943 i Redhill, Storbritannien, var organist och pianist i det brittiska boogierock-bandet Status Quo åren 1963-1970.

## Fotnoter
1. ↑  Discogs, Discogs artist-ID: 724763, läst: 9 oktober 2017.[källa från Wikidata]